# Ардуэн-Мансар, Жюль
Жюль Ардуэн-Мансар (фр. Jules Hardouin-Mansart, урождённый Жюль Ардуэн, граф де Сагон; 16 апреля 1646, Париж — 11 мая 1708, Марли-ле-Руа) — французский архитектор, один из создателей национального «большого стиля» (Grand manière) архитектуры эпохи Короля-Солнце Людовика XIV (второй половины XVII века) совмещающего черты классицизма и барокко. Внучатый племянник архитектора Франсуа Мансара, зачинателя классицизма во французской архитектуре.

## Биография

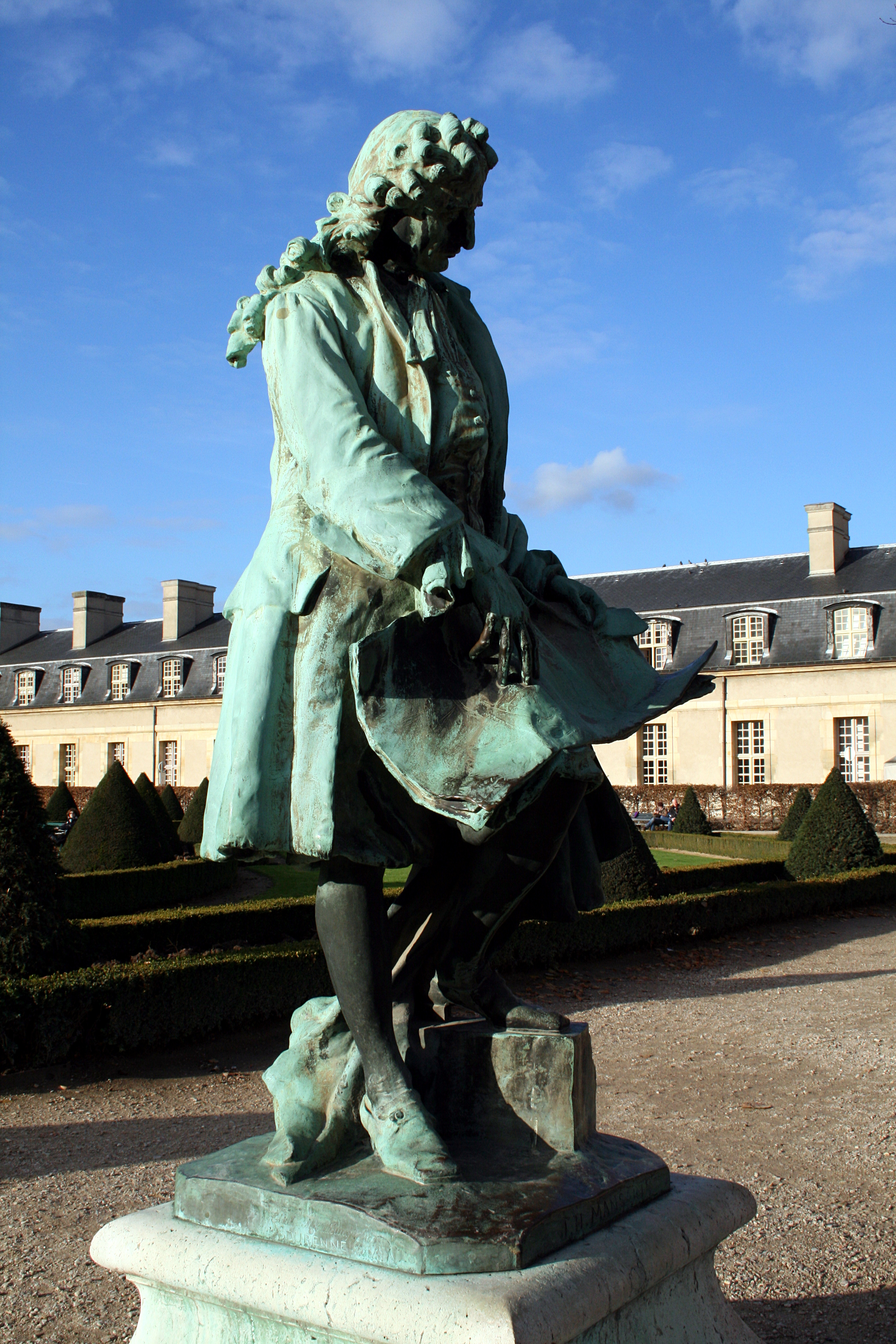
Э. А. Дюбуа. Памятник Ардуэну-Мансару. Жарден-де-л’Интендант. Дом Инвалидов. Париж

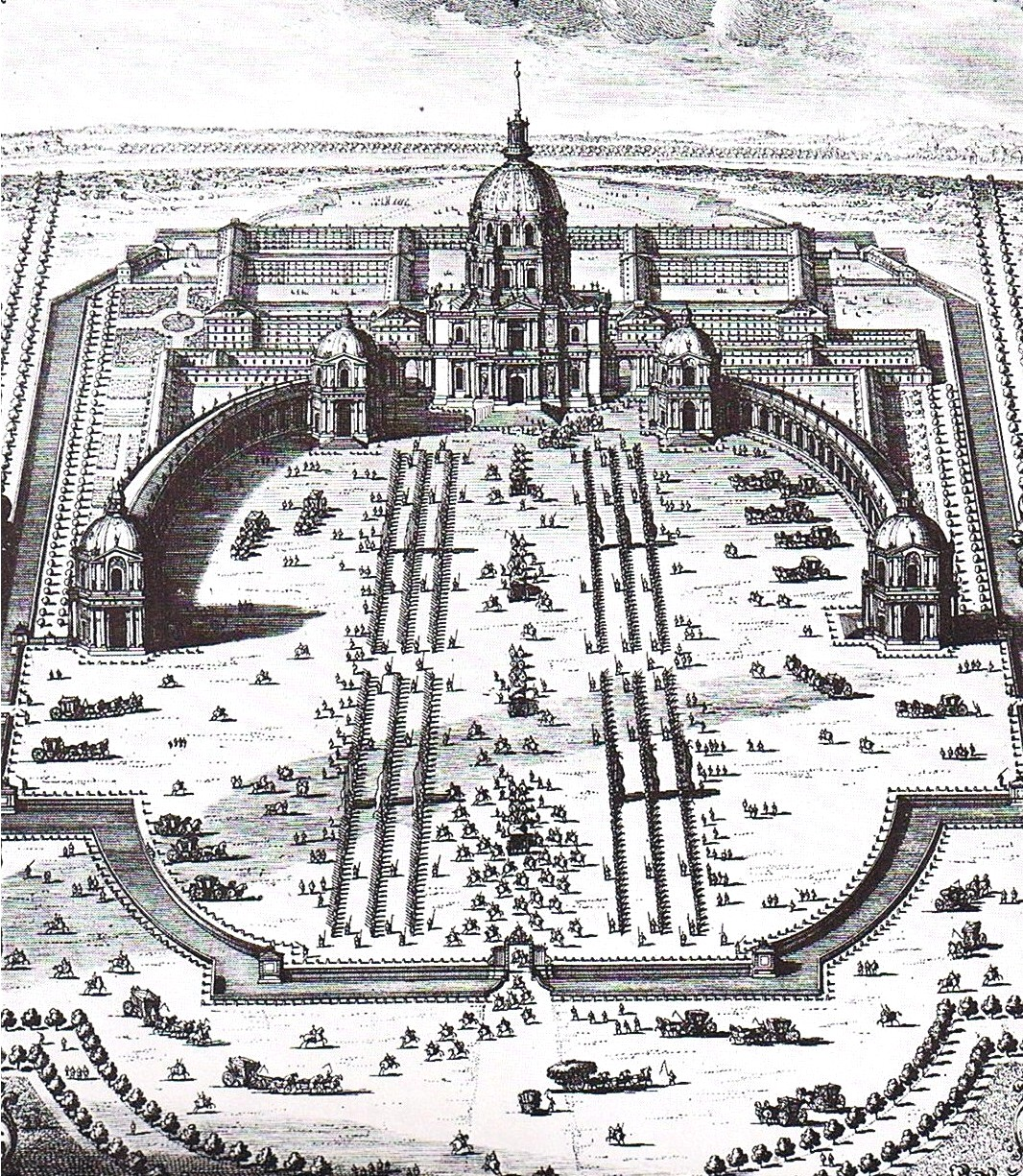
Колоннада Дома Инвалидов в Париже. Гравюра ок. 1700 г.

Ардуэн-Мансар учился проектированию у Либераля Брюана — архитектора, известного созданием Дома инвалидов в Париже (1671—1676). Кроме того, Жюль унаследовал коллекцию архитектурных планов и чертежей своего знаменитого двоюродного деда Ф. Мансара. Заодно присоединил его фамилию к своей.
Он построил небольшой замок Валь (Сhâteau de Val, 1674) и завоевал уважение короля Людовика XIV после того, как нарисовал план замка де Кланьи (Сhâteau de Clagny), предназначенного для фаворитки короля, мадам де Монтеспан. В 1675 году стал «ординарным архитектором» и поступил в Королевскую академию архитектуры в Париже. В 1681 году получил должность и звание Первого королевского архитектора и в 1685 году был назначен сюринтендантом Ведомства королевских построек (surintendant Bâtiments du roi). В 1690 году совершил поездку по Италии.
Службу при дворе Людовика XIV Ардуэн-Мансар начал с проекта расширения дворца в Сен-Жермен-ан-Ле, затем завершил строительство Большого Трианона и первой королевской церкви Нотр-Дам (Eglise Notre-Dame de Versailles) в Версале (1684—1686). Самыми известными творениями Ардуэн-Мансара стали Собор Дома инвалидов (1693—1706), перестройка Большого дворца в Версале (1678—1687), архитектурные ансамбли: площадь Побед (Place des Victoires; проект 1684 года) и Вандомская площадь (Place Vendôme; проект 1698 года). Ардуэн-Мансар считается также автором проекта капеллы в замке Серран.
После смерти в 1690 году Шарля Лебрена, возглавлявшего Королевскую академию живописи и скульптуры, Жюль Ардуэн-Мансар, только что завершивший возведение купола церкви Дома инвалидов, укрепил своё влияние при королевском дворе. В 1691 году он стал Генеральным инспектором Королевских зданий. В следующем году привлёк живописца Шарля де Лафосса, Шарля де Ла Фосса. и заказал ему проект росписи церкви. Де Ла Фосс расписал внутреннюю часть купола в 1702—1706 годах. В 1699 году реорганизовал Королевскую академию архитектуры в Париже.
В 1699 году Ардэн-Мансар смог приобрести графство Сагон-ан-Бурбонне (за 130 000 фунтов) и утвердить свой графский титул. Жюль Ардуэн-Мансар женился 3 февраля 1668 года на Анне Боден (1646—1738), от которой у него было пятеро детей.
Ардуэн-Мансар скончался в Марли-ле-Руа 11 мая 1708 года. Он был похоронен в Париже в церкви Сен-Поль-де-Шам (l'église Saint-Paul-des-Champs). Надгробие из мрамора создал выдающийся скульптор Антуан Куазево. Церковь снесли в 1796—1799 годах. Останки архитектора в годы революции были спрятаны в парижских катакомбах. Памятники архитектору установлены в Версале и в саду Дома инвалидов в Париже. В честь Ардуэн-Мансара назван кратер на Меркурии.

## Церковь (собор) Дома Инвалидов в Париже
Главное творение Жюля Ардуэна-Мансара — церковь (позднее собор) Дома инвалидов занимает в истории европейской архитектуры особое место. Его композиция представляет собой пример изобретённой архитектором так называемой «французской схемы»: крестовый план, колонные портики, барабан с «римским куполом», лантерна (световой фонарик) и шпиль на одной вертикальной оси. Такая схема соединяет многие элементы, но не имеет прямых прототипов в истории архитектуры. Портики и купол напоминают о Греции и Италии, но шпиль и фонарь соотносят композицию с традициями зодчества стран Северной Европы. Со временем «французская схема» Ардуэн-Мансара стала образцовой для архитектуры неоклассицизма «севернее Альп». Её в общих чертах повторил Ж.-Ж. Суфло в церкви Св. Женевьевы (Пантеоне) (1758—1789) и отчасти развил Кристофер Рен в соборе Святого Павла в Лондоне (1675—1708). Высота собора — 107 метров. Сверкающие на солнце вызолоченные трофеи купола и шпиль церкви Дома Инвалидов являются одним из высотных ориентиров панорамы Парижа.

## Большой дворец и Большой Трианон в Версале
С 1661 года «король-солнце» Людовик XIV приказал расширить Большой дворец в Версале, чтобы использовать его как свою постоянную резиденцию, поскольку после восстания Фронды проживание в Лувре казалось ему небезопасным. Архитекторы Андре Ленотр и Шарль Лебрен обновили и расширили дворец в «большом стиле» французского барочного классицизма. В 1668—1671 годах Луи Лево окружил Мраморный двор, созданный в предыдущую эпоху (1624—1631) Жаком Лемерсье и Филибером Леруа, новыми корпусами.
В 1670 году после смерти Лево руководство всеми строительными работами в Версале перешло к Ардуэну-Мансару (официально стал главным архитектором Версаля в 1678 году). Его роль значительно усилилась в 1690 году после кончины Ш. Лебрена. В 1678—1687 годах Ардуэн-Мансар приступил к перестройке «Конверта» дворца, созданного Лево. Он пристроил два протяжённых симметричных корпуса (северное и южное крыло) к фасаду дворца со стороны парка, после чего общая длина фасада составила 670 метров. Фасады наглядно демонстрируют принципы «большого стиля», соединяющего элементы классицизма и барокко. Они расчленены по горизонтали карнизами на три этажа — горизонтали рифмуются с просторами партерного парка. Нижний этаж подчёркнут лёгким «французским» рустом (без вертикальных швов); второй — огромными «французскими» окнами, пилястрами и сдвоенными колонными выступающих ризалитов, что привносит в композицию барочную напряжённость. Балюстрада на кровле с чередующимися арматурами (военными трофеями) и вазонами с устремлёнными в небо каменными языками пламени, создаёт барочное ощущение зыбкости, динамичности. Триадность (центральный корпус и два боковых, три этажа и три ризалита на каждом), напротив, подчёркивают классицистическую основу.
Интерьер второго этажа вдоль всего фасада центрального корпуса со стороны парка занимает Большая, или Зеркальная, галерея (Galerie des Glaces), протянувшаяся на 73 м — выдающееся творение Ардуэн-Мансара. Ранее на этом месте находилась открытая терраса. Росписи сводов, лепной декор и идея оформления противоположной от окон стены зеркалами принадлежат первому живописцу короля Шарлю Лебрену. Заканчивал оформление Ардуэн-Мансар. Вместе с фланкирующими залами Войны и Мира (оформление последнего будет завершено только при Людовике XV) галерея соединила Большие апартаменты (фр. Grand appartements) короля с покоями королевы, став апофеозом «большого стиля» Людовика XIV. При оформлении пространства Зеркальной галереи Ардуэн-Мансар отталкивался от созданной им ранее галереи замка Кланьи и Галереи Аполлона, созданной Луи Лево и Шарлем Лебреном в Лувре. Схема завершения галереи квадратными залами с открытыми проходными арками, использовалась в Сен-Клу, резиденции герцога Филиппа Орлеанского.
Ранее в галерее находилась мебель из литого серебра, позднее она была утрачена. Но и в наше время интерьер галереи впечатляет роскошью отделки.
Большой Трианон (фр. Le Grand Trianon), ранее «Мраморный Трианон» — дворец, построенный в 1687—1688 годах по проекту Ж. Ардуэн-Мансара на территории Версальского парка на месте старого «фарфорового трианона» постройки Л. Лево (Трианоном называлась ранее расположенная на этом месте деревня). Новый павильон построен в виде перистиля со сдвоенными колоннами розового мрамора ионического ордера. Мраморный пол выложен в косую клетку, стены и пилястры также облицованы розовым мрамором. Боковые павильоны использовали для отдыха и тайных встреч.

## Галерея

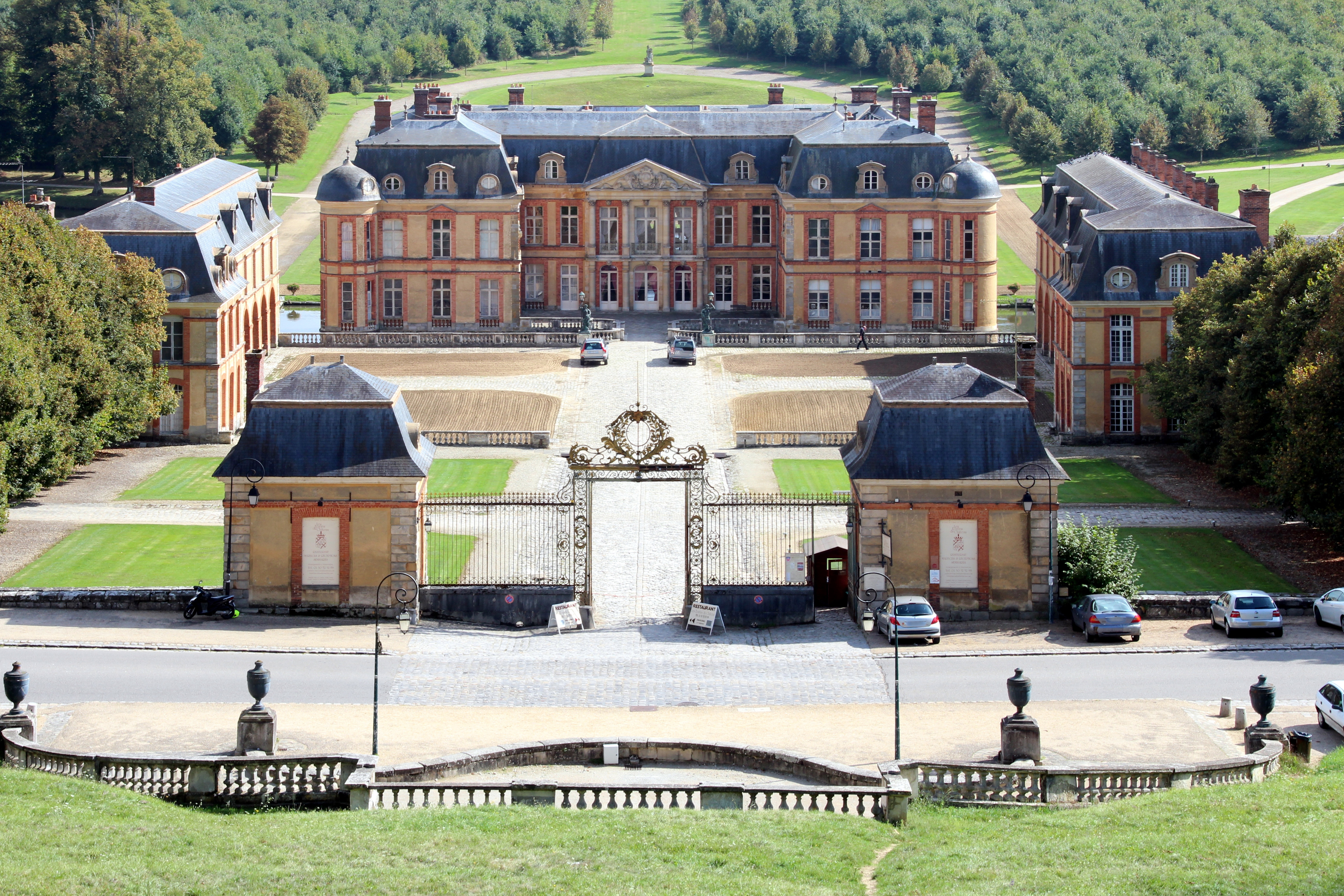
Шато Дампьер. 1675–1683
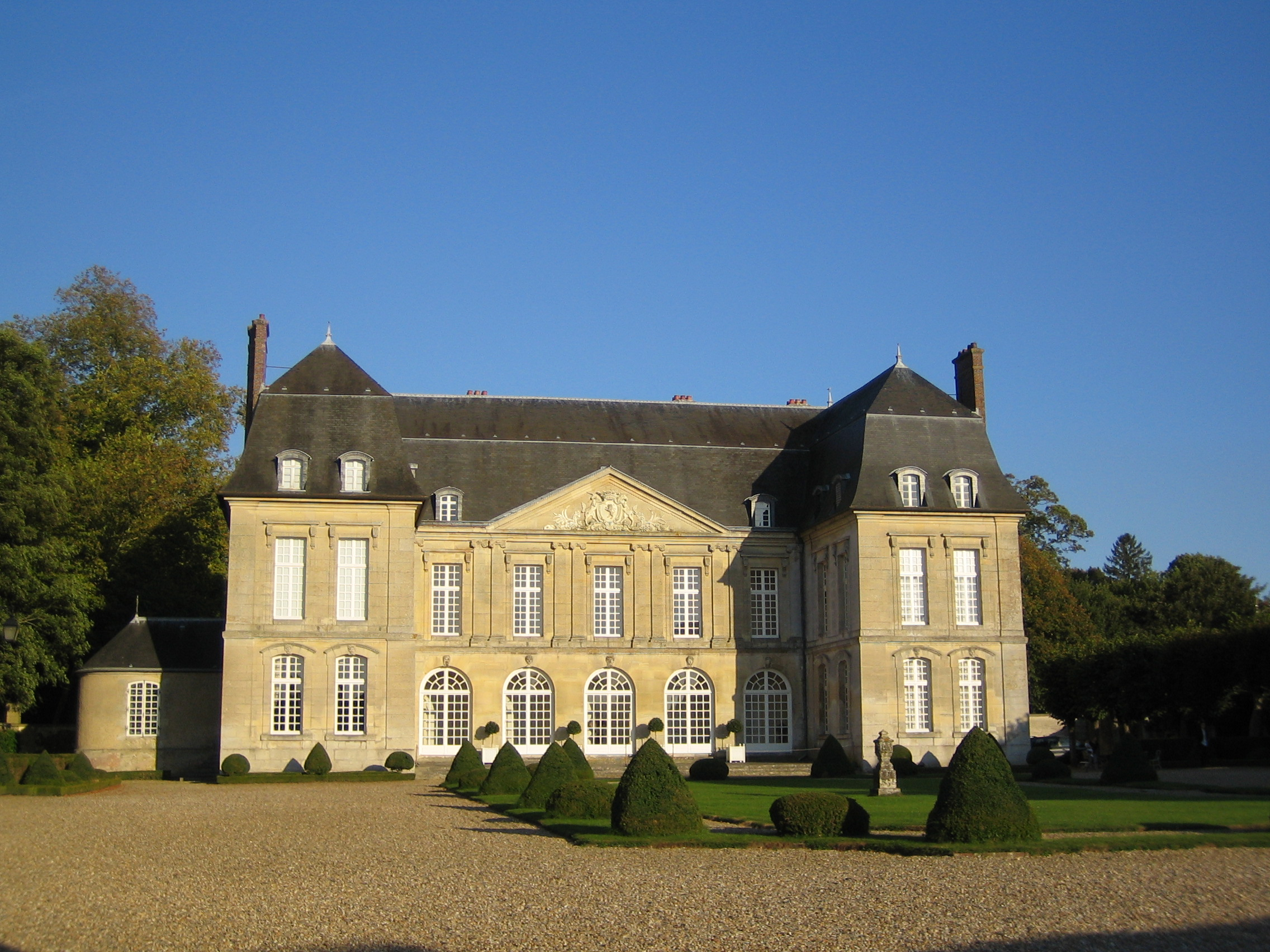
Шато де Бури-ан-Вексен. 1685–1689
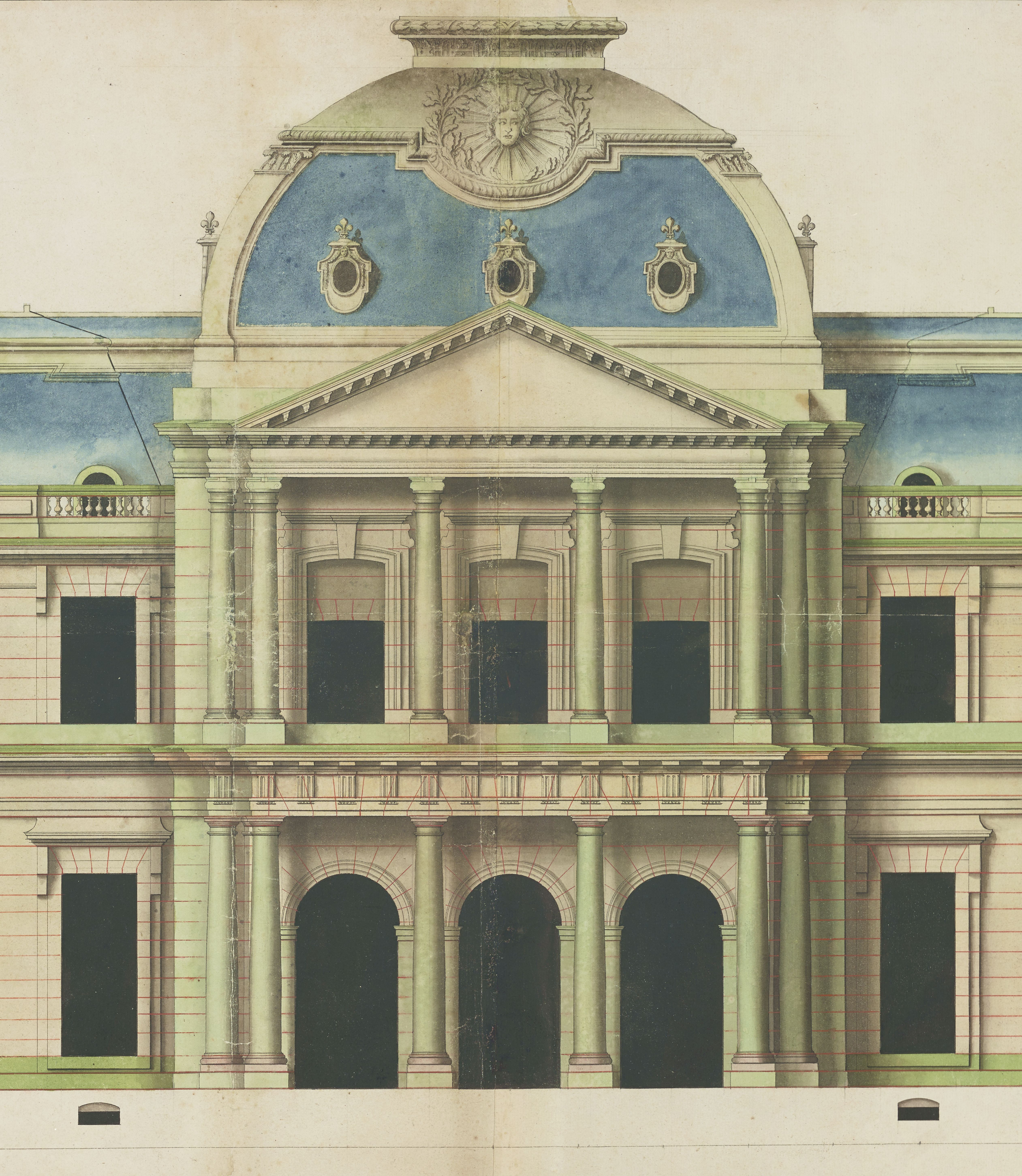
Шато Кланьи. Центральный корпус. Проект. 1675—1683
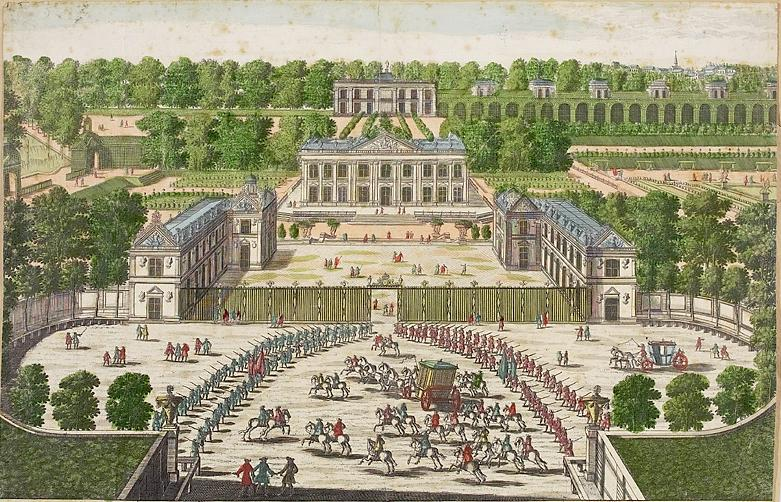
Вид замка Марли в Марли-ле-Руа. 1679—1699
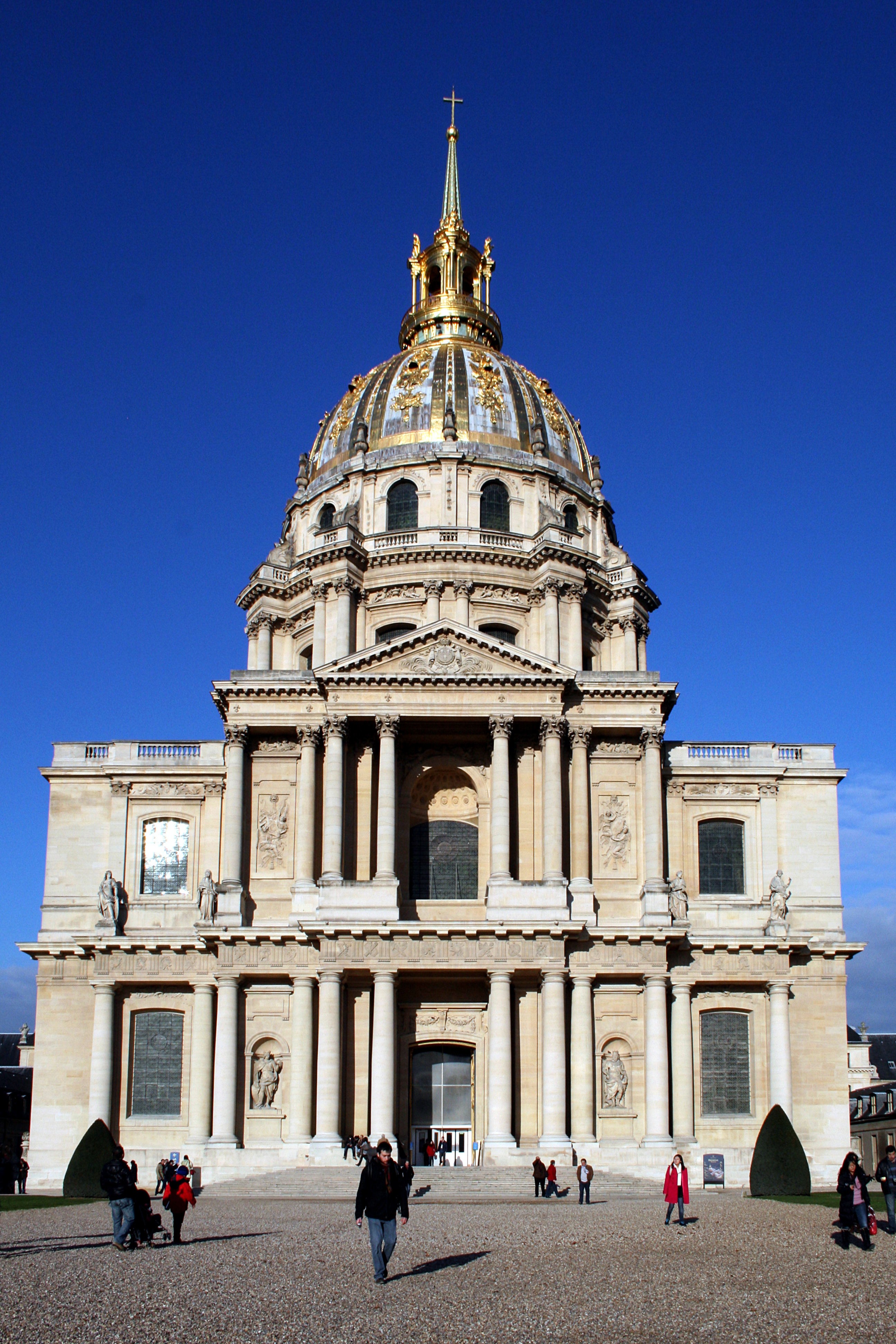
Церковь Дома Инвалидов в Париже. 1693—1706
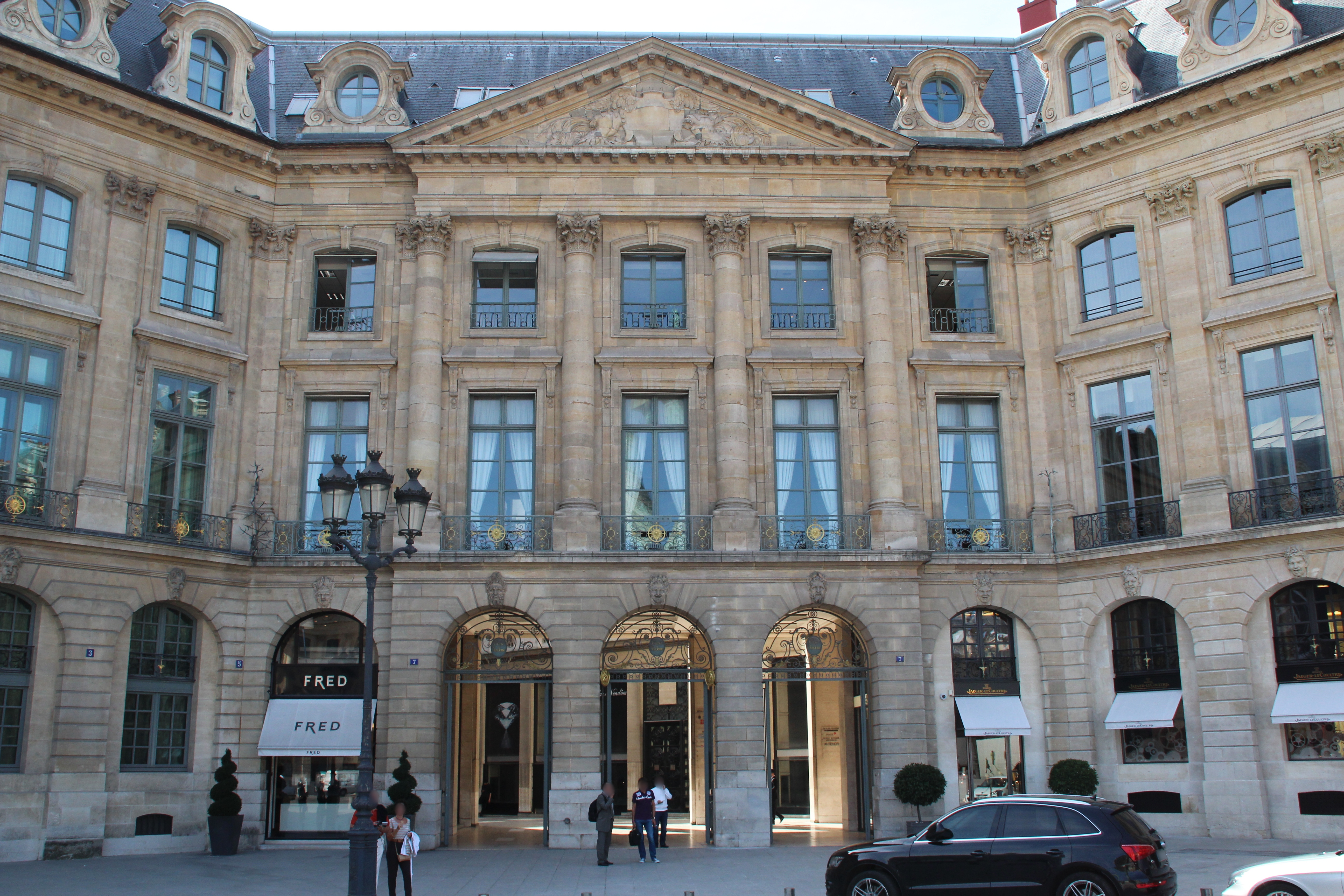
Отель Ле Ба де Монтарги. Париж. 1708
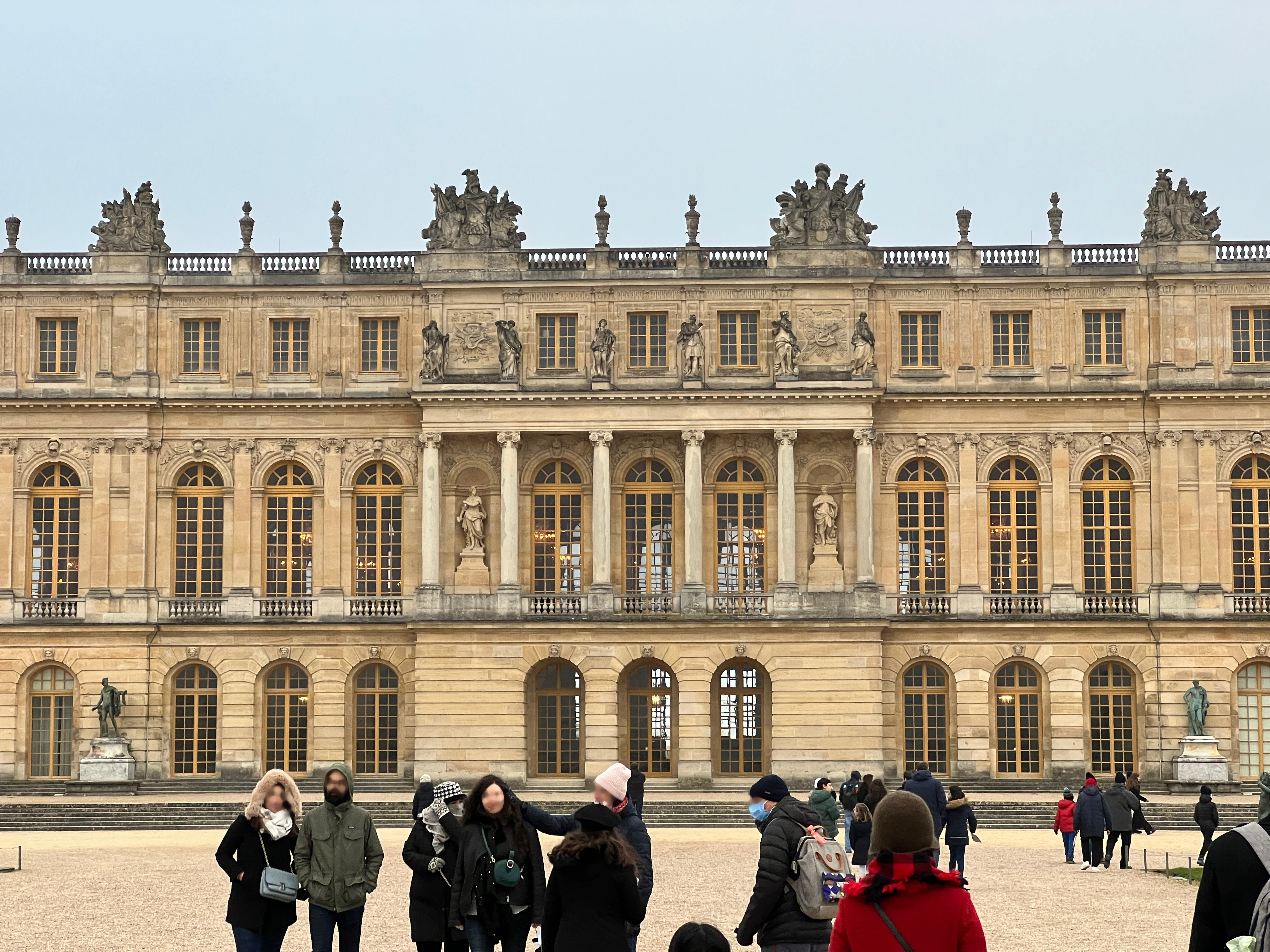
Большой дворец в Версале. Центральный корпус. 1678—1687
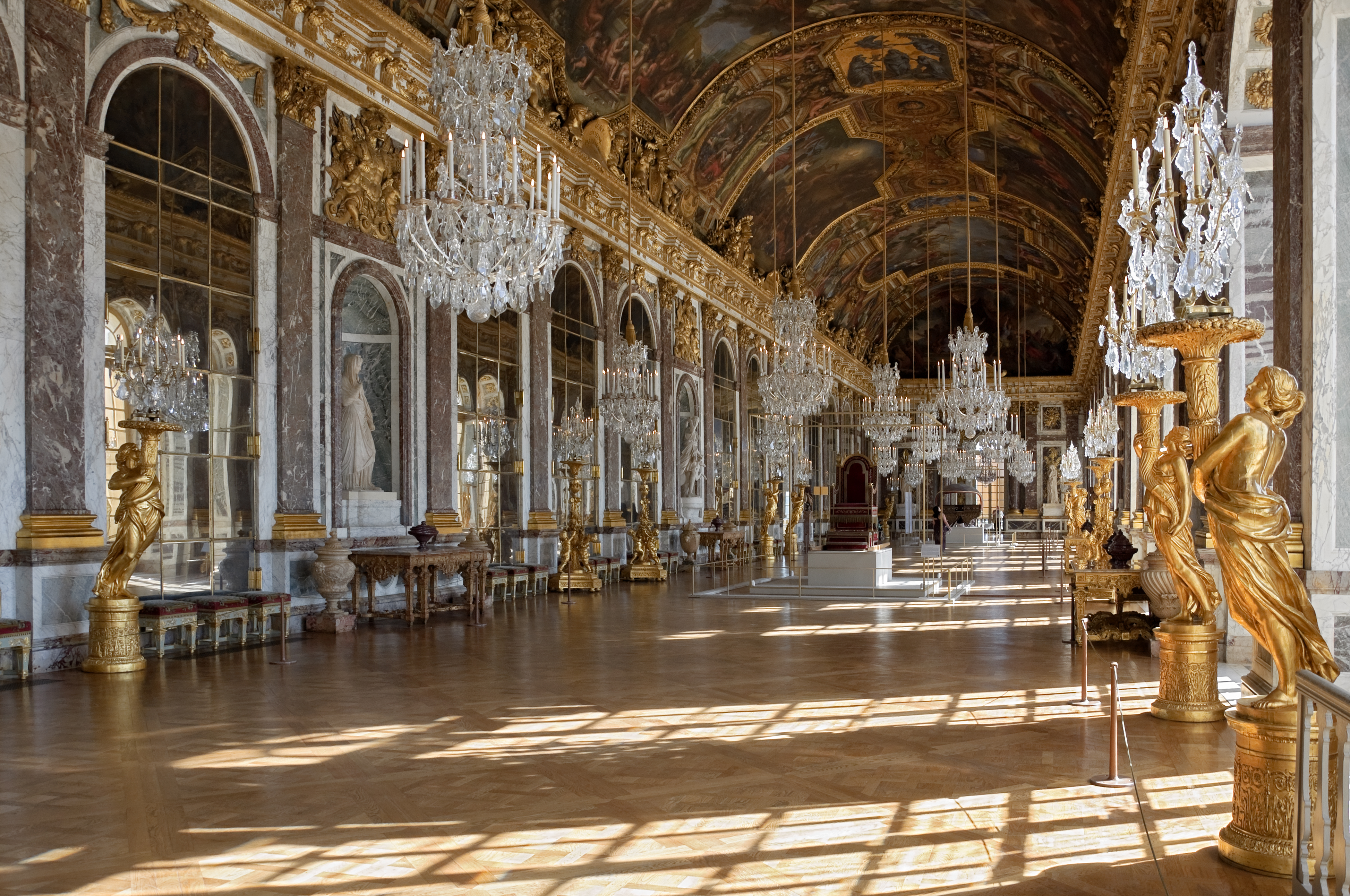
Зеркальная галерея Большого Версальского дворца. Проект 1678 г.
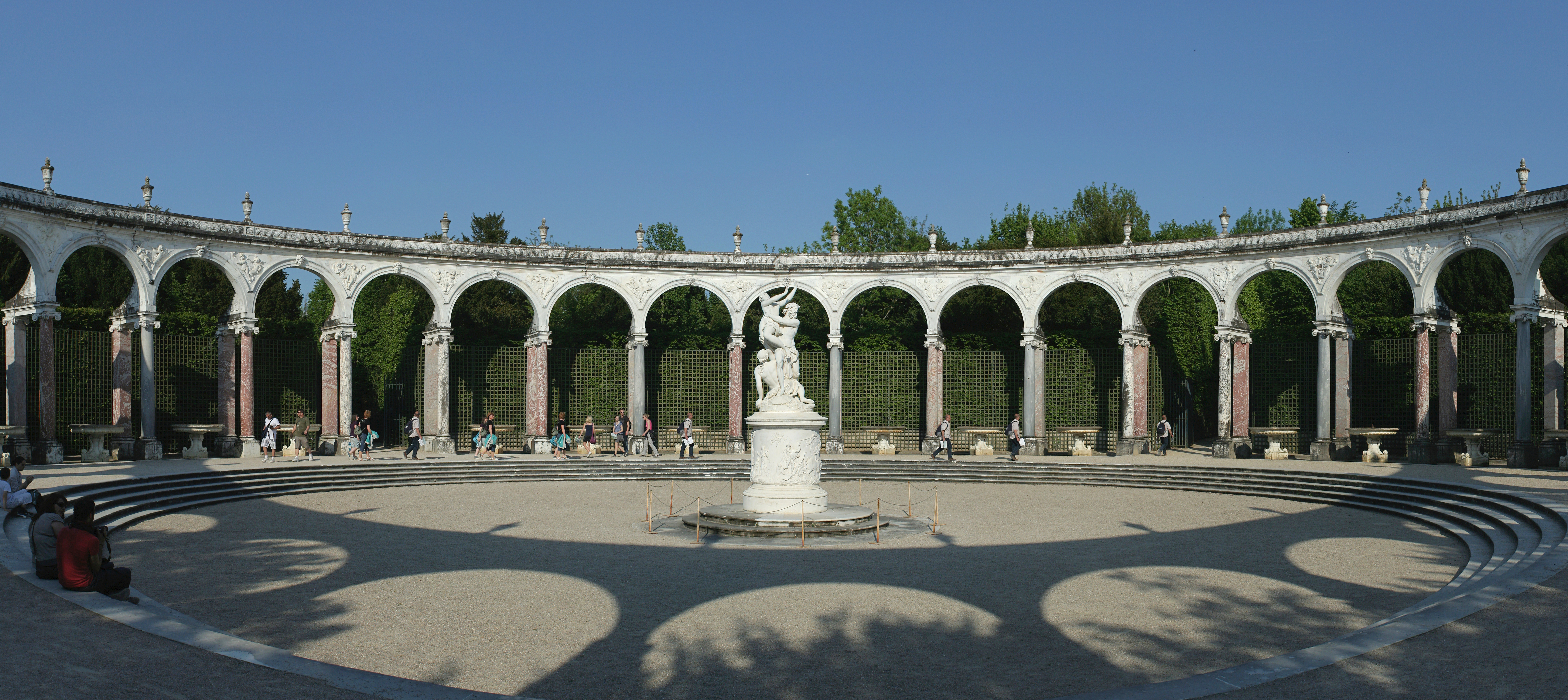
Боскет и колоннада в Версале. 1685. Скульптурная группа Ф. Жирардона «Плутон, похищающий Прозерпину». 1699 (копия)
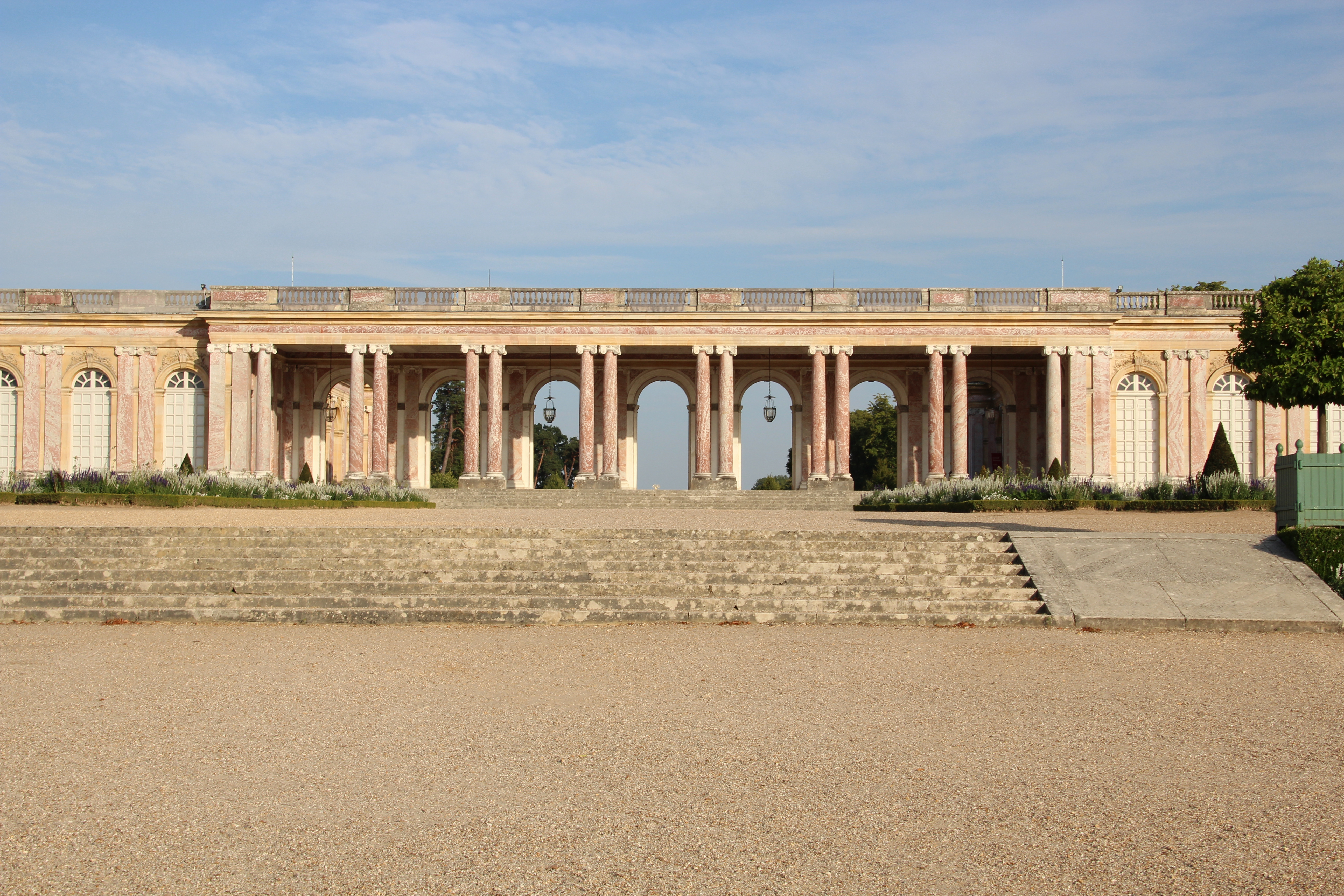
Большой Трианон в Версале. 1687—1688
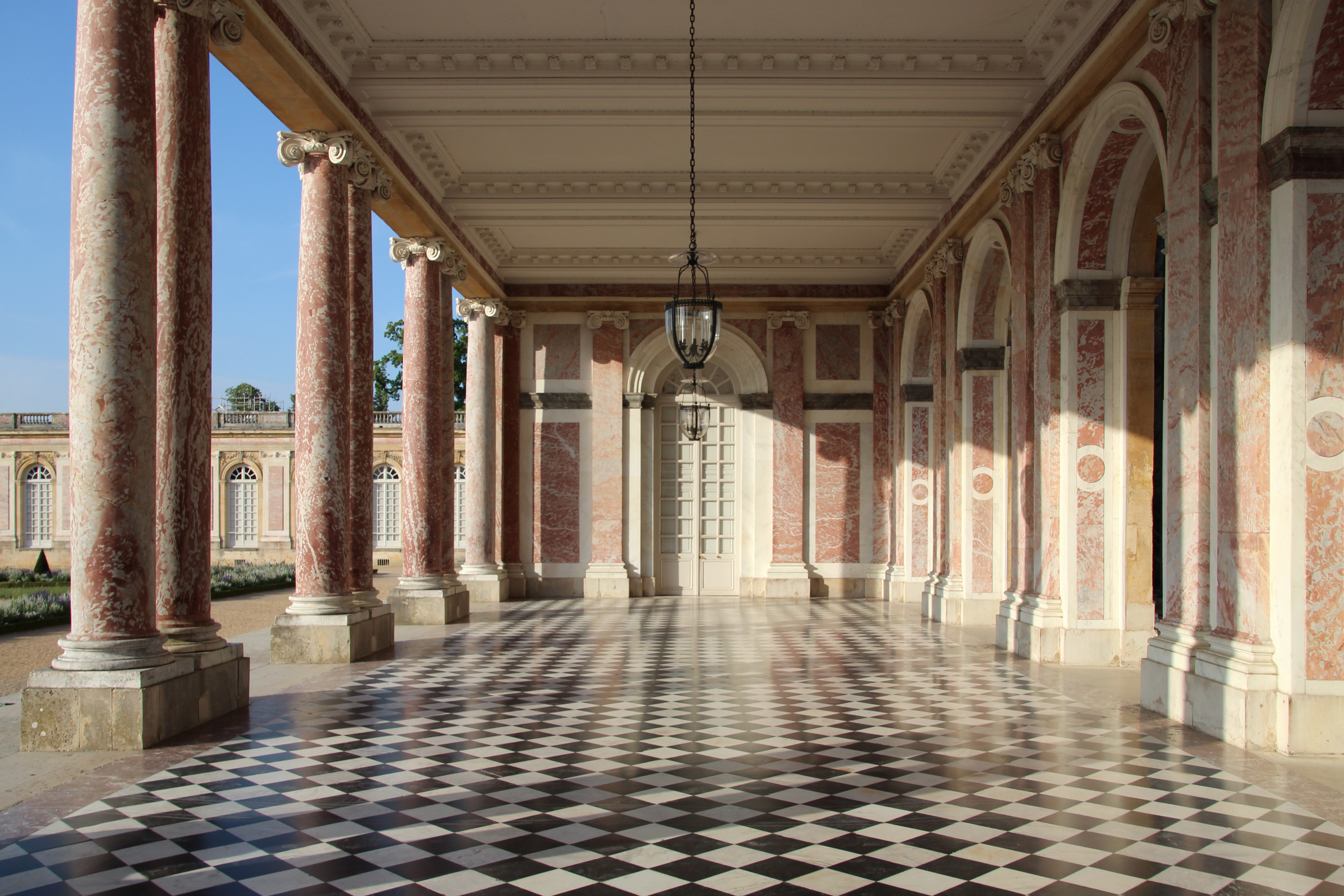
Большой Трианон. Галерея
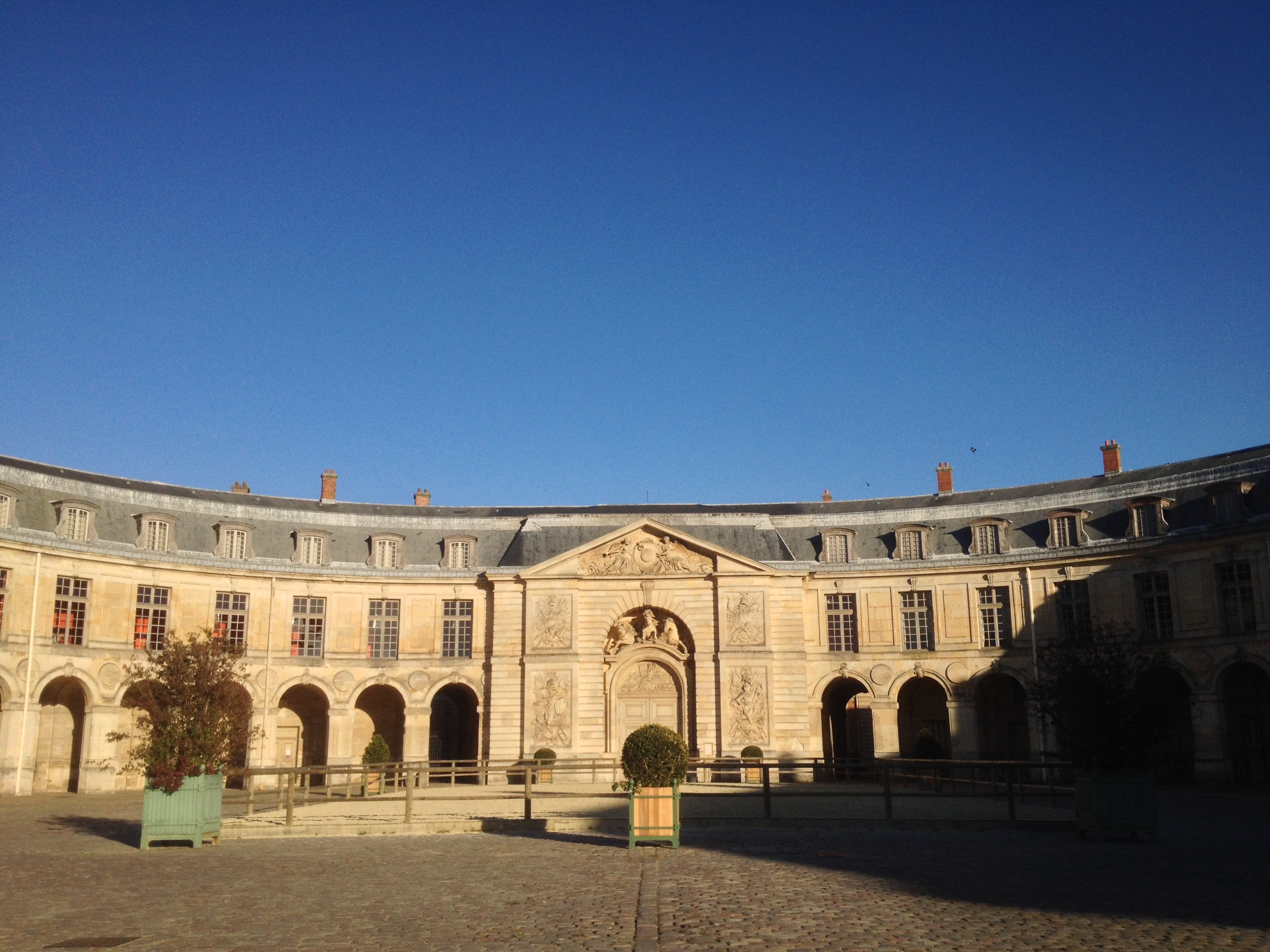
Большая конюшня. Версаль
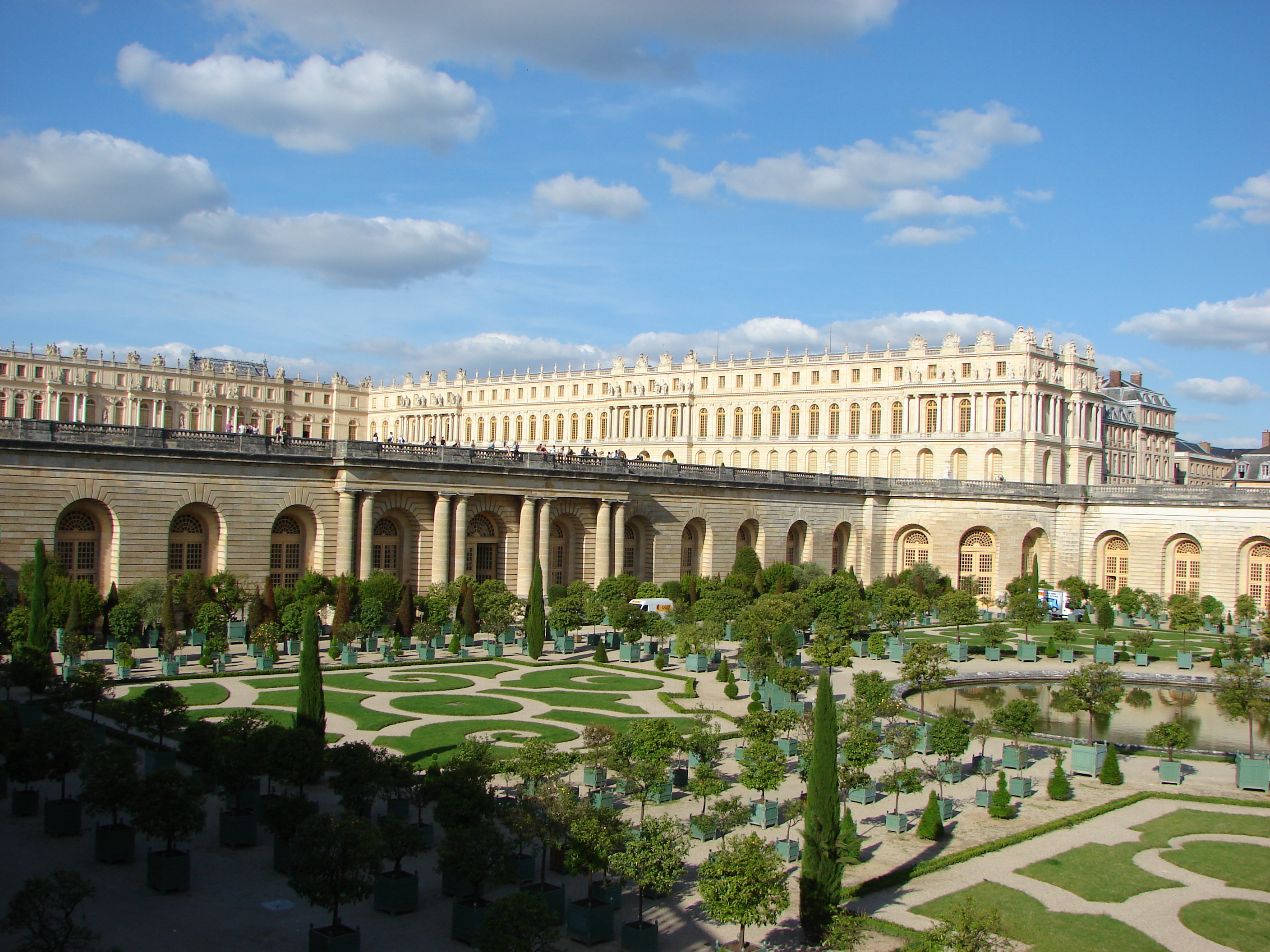
Большая оранжерея. Версаль
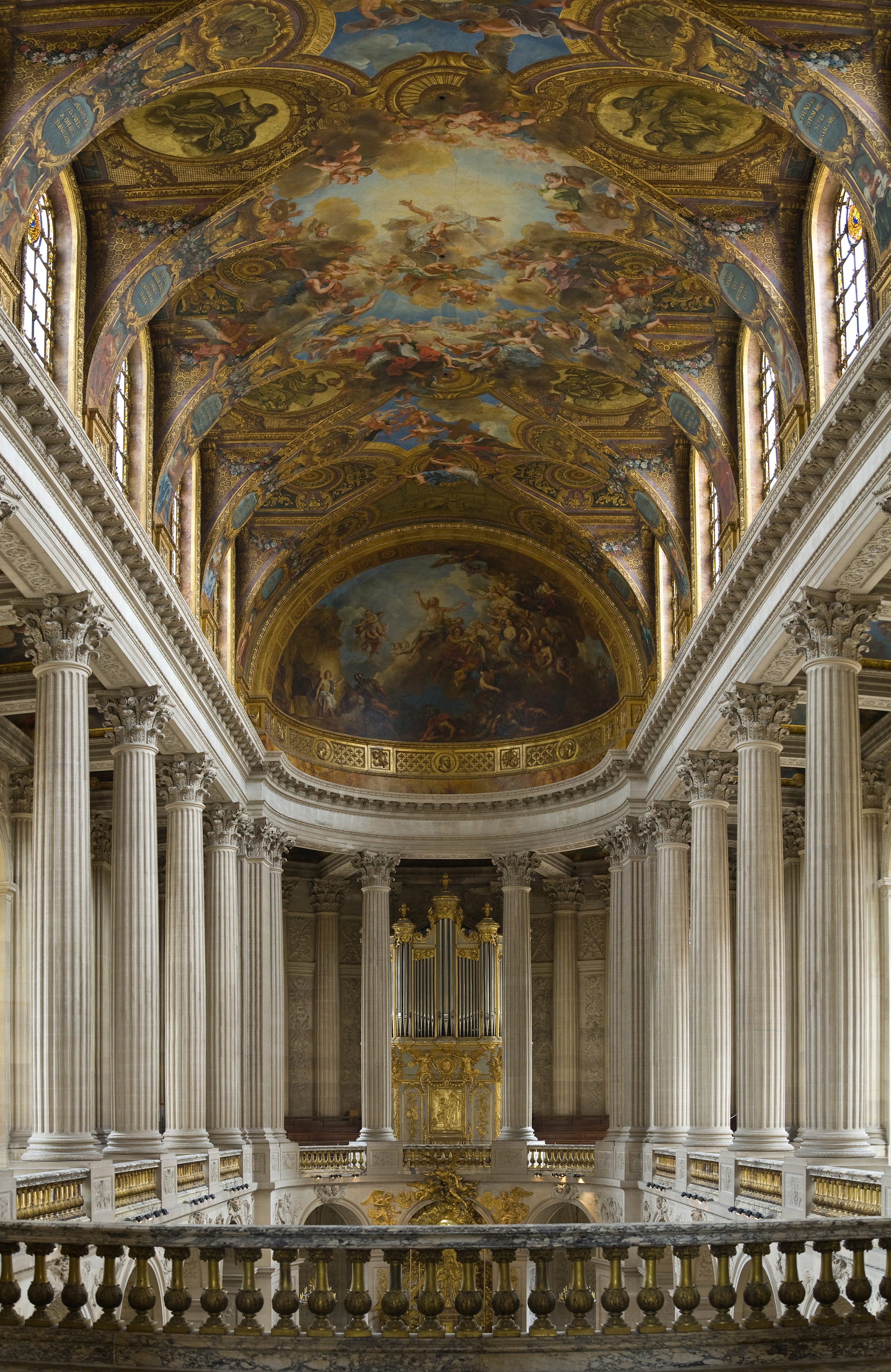
Королевская капелла в Версале. Интерьер. 1698—1710

## Наиболее известные проекты и постройки
- 1669—1671: отель Женего, известный как Конти (Guénégaud, dit de Conti) в Париже
- 1669: ратуша в Немуре, бывший монастырь общины Нотр-Дам
- 1670—1672: Отель Плас д’Арм в Версале
- 1673: Капелла Причастия в церкви Сен-Северин, Париж
- 1673—1676: ратуша в Арле
- 1674—1677: замок Валь в Сен-Жермен-ан-Ле.
- 1674—1685: отель де Сагон, Париж
- 1675—1683: замок Кланьи в Версале
- 1676: Шато де Шез в Оденасе
- 1676—1680: павильон Манс, Шантильи
- 1677—1699: Вандомская площадь, Париж (ранее Place des Conquêtes)
- 1677: площадь Вогезов в Париже
- 1678—1687: Новые корпуса Большого дворца в Версале, Зеркальная галерея
- 1679—1699: замок Марли в Марли-ле-Руа
- 1682: отель Кольбер де Круасси, Версаль
- 1682-1686: замок Дампьер, Дампьер-ан-Ивелин.
- 1683: Оранжери замка Шантильи.
- 1685—1694: Площадь побед (Плас Виктуар), Париж
- 1686—1687: работы в замке Сен-Клу
- 1687—1688: Большой Трианон в Версале
- 1693—1706: церковь Дома Инвалидов в Париже
- 1698—1710: Королевская капелла в Версале
- 1686: Королевская площадь, Дижон.
- 1686: оранжерея замка Шато де Со.
- 1695—1700: замок Этан в Одиньи
- 1696: реконструкция парка Шато д’Экуан.
- 1698—1704: Перестройка замка Медон
- 1699—1701: реконструкция галереи в Пале-Рояль, Париж
- 1701—1722: церковь Сен-Рош, Париж
- 1706-1708: замок Шато-Нёф, Медон